# Simone Malusà
Simone Malusà (Ivrea, 26 gennaio 1974) è un ex snowboarder italiano.

## Biografia
Nato a Ivrea, in provincia di Torino, nel 1974, debutta in Coppa del Mondo a 23 anni, il 6 dicembre 1997, al Sestriere, nello snowboard cross, sua specialità.
Il 9 febbraio 2000 ottiene il suo primo podio in Coppa del Mondo, arrivando 2º nello snowboard cross a Madonna di Campiglio.
Sempre a Madonna di Campiglio partecipa ai Mondiali dell'anno successivo, terminando 12° nello snowboard cross.
Nello stesso anno vince la sua prima gara di Coppa del Mondo a Whistler, in Canada, trionfando nello snowboard cross.
Nel 2003, ai Mondiali di Kreischberg, in Austria, arriva 41º nello snowboard cross.
2 anni dopo, alla competizione iridata di Whistler, è invece 8° nello snowboard cross.
A 32 anni partecipa ai Giochi olimpici di Torino 2006, nello snowboard cross, non riuscendo a passare il turno di qualificazione, chiudendo con il 33º tempo, 1'23"53 (passavano agli ottavi in 32).
L'anno successivo, ai Mondiali di Arosa, in Svizzera, termina 22° nello snowboard cross.
Nel 2009 a Gangwon, in Corea del Sud, è invece 26°, sempre nello snowboard cross.
L'anno successivo prende parte di nuovo alle Olimpiadi, quelle di Vancouver 2010, nello snowboard cross, passando il turno di qualificazione come 30°, in 1'24"53, ma uscendo agli ottavi di finale, dove arriva 3º.
Termina la carriera nel 2011, a 37 anni, chiudendo con 9 podi in Coppa del Mondo, 2 vittorie, 4 secondi posti e 3 terzi. Il miglior piazzamento in classifica generale di Coppa del Mondo è un 43° nel 2001, quello in classifica di Coppa del Mondo di snowboard cross un 2° nel 2004.
Dopo il ritiro è diventato tecnico di snowboard cross, prima della nazionale spagnola di Coppa Europa e in seguito della Nazionale B italiana e della nazionale francese di Coppa Europa. Nel 2017 è tornato in nazionale spagnola, dove ha vinto un bronzo a Pyeongchang 2018 con Regino Hernández.

## Palmarès

### Coppa del Mondo
- Miglior piazzamento nella Coppa del Mondo di snowboard: 43° nel 2001.
- Miglior piazzamento nella Coppa del Mondo di snowboard cross: 2° nel 2004.
- 9 podi:
  - 2 vittorie
  - 4 secondi posti
  - 3 terzi posti

#### Coppa del Mondo - vittorie
| Data            | Località | Nazione  | Spec. |
| --------------- | -------- | -------- | ----- |
| 6 dicembre 2001 | Whistler | Canada   | SC    |
| 17 gennaio 2004 | Arosa    | Svizzera | SC    |

Legenda:

SC = Snowboard cross